# Halutie Hor
Halutie Hor (* 4. April 1999 in Accra) ist eine ghanaische Leichtathletin, die sich auf den Sprint spezialisiert hat. Mit der ghanaischen 4-mal-100-Meter-Staffel wurde sie 2024 in Douala Vizeafrikameisterin.

## Sportliche Laufbahn
Erste internationale Erfahrungen sammelte Halutie Hor bei den Commonwealth Games 2018 im australischen Gold Coast, bei denen sie im 100-Meter-Lauf mit 11,54 s im Finale den achten Platz belegte. Zudem erreichte sie mit der ghanaischen 4-mal-100-Meter-Staffel in 43,64 s den fünften Rang. Über 200 Meter qualifizierte sie sich für die U20-Weltmeisterschaften in Tampere, ging dort aber nicht an den Start. Im August belegte sie bei den Afrikameisterschaften in Asaba in 11,64 s den vierten Platz über 100 Meter und wurde in 23,49 s Fünfte im 200-Meter-Lauf. Bei den IAAF World Relays 2019 in Yokohama belegte sie mit der 4-mal-100-Meter-Staffel in 44,77 s den siebten Platz. Ende August belegte sie bei den Afrikaspielen in Rabat mit der Staffel in 47,24 s Rang acht. Anschließend schied sie bei den Weltmeisterschaften in Doha mit 43,62 s im Staffelvorlauf aus. Bei den World Athletics Relays 2021 im polnischen Chorzów verpasste sie mit 44,85 s den Finaleinzug in der 4-mal-100-Meter-Staffel und im Jahr darauf belegte sie bei den Commonwealth Games in Birmingham in 44,86 s den sechsten Platz im Staffelbewerb. 2024 schied sie bei den Afrikaspielen in Accra mit 11,74 s im Halbfinale über 100 Meter aus und gewann mit der Staffel in 44,21 s gemeinsam mit Mary Boakye, Janet Mensah und Doris Mensah die Bronzemedaille hinter den Teams aus Nigeria und Liberia. Im Juni belegte sie bei den Afrikameisterschaften in Douala in 11,73 s den achten Platz über 100 Meter und gewann im Staffelbewerb in 43,62 s gemeinsam mit Mary Boakye, Anita Afrifa und Deborah Acheampong die Silbermedaille hinter dem nigerianischen Team.

## Persönliche Bestzeiten
- 100 Meter: 11,45 s (−1,7 m/s), 8. April 2018 in Gold Coast
  - 60 Meter (Halle): 7,51 s, 6. März 2020 in Lynchburg
- 200 Meter: 23,49 s (+1,5 m/s), 24. Februar 2018 in Cape Coast
  - 200 Meter (Halle): 24,64 s, 27. Januar 2024 in State College